# 希邁·巴拉斯
希邁·巴拉斯（土耳其語：Simay Barlas，1999年5月7日—），為土耳其女演員及模特兒。

## 早期生活
Simay於1999年5月7日出生於土耳其伊斯坦堡。畢業於伊斯坦堡比爾吉大學電影電視系。

## 演藝經歷
Simay於15歲正式出道，她在電視連續劇《破碎的家》出演了自己的電視首秀。此後，她繼續在電視領域發展她的職業生涯，並在青年電視劇《Adı Efsane》和《生活時有甜》中擔任要角。2019年至2020年間，她在Kanal D電視劇《殘酷的伊斯坦堡》中首度擔綱主演。2019年，她以喜劇電影《數位束縛》首次躍上大銀幕。

## 作品列表

### 電視劇
| 首播年份 | 戲名               | 戲名   | 播放平台 | 角色          | 備註 |
| 首播年份 | 譯名               | 原文名 | 播放平台 | 角色          | 備註 |
| 2014年   | 《破碎的家》       |        | Star TV  | Öykü          | 配角 |
| 2016年   | 《生活時有甜》     |        | Star TV  | Gözde Sarıyaz | 配角 |
| 2017年   | 《Adı Efsane》     |        | Kanal D  | Naz Yalınay   | 配角 |
| 2019年   | 《殘酷的伊斯坦堡》 |        | Kanal D  | Damla Karaçay | 主演 |
| 2020年   | 《母親的罪過》     |        | Kanal D  | Yağmur        | 主演 |
| 2021年   | 《阿齊茲》         |        | Show TV  | Efnan         | 主演 |
| 2023年   | 《Ömer》           |        | Star TV  | Süreyya Kutlu | 配角 |
| 2023年   | 《野孩子》         |        | Fox      | Rüya          | 主演 |
| 2024年   | 《別哭，伊斯坦堡》 |        | Star TV  | Şehrazat      | 主演 |

### 電影
| 上映年份 | 電影名稱     | 電影名稱 | 角色  | 備註 |
| 上映年份 | 譯名         | 原文名   | 角色  | 備註 |
| 2019年   | 《數位束縛》 |          | Damla | 主演 |

### 雜誌拍攝
註：以下資料整理自希邁·巴拉斯的Instagram官方帳戶。
| 雜誌名稱          | 國家地區 | 年份   | 期數   | 備註         |
| Magazin İzmir     | 土耳其   | 2020年 | 2月號  | 封面人物     |
| Gardırop Magazin  | 土耳其   | 2021年 | 2月號  | 數位封面人物 |
| Gardırop Magazin  | 土耳其   | 2023年 | 10月號 | 數位封面人物 |
| Formsante Dergisi | 土耳其   | 2021年 | 3月號  | 封面人物     |
| Women’s Shine     | 土耳其   | 2021年 | 9月號  | 封面人物     |
| RE TOUCH mag      | 土耳其   | 2022年 | 1月號  | 封面人物     |

## 獎項與提名
| 年份   | 頒獎典禮       | 獎項     | 入圍作品 | 結果 | 來源 |
| 2023年 | 第47屆金蝴蝶獎 | 閃耀之星 | 不適用   | 獲獎 |      |

## 外部連結
- 希邁·巴拉斯的Instagram帳戶（土耳其文）
- 希邁·巴拉斯的X（前Twitter）（土耳其文）